# Alexandre Hesse
Alexandre Jean-Baptiste Hesse, född den 30 december 1806 i Paris, död den 7 augusti 1879, var en fransk målare. Han var brorson till Nicolas-Auguste Hesse.
Hesse studerade under Gros och for sedan till Italien. Bland hans målningar märks Tizians begravning (1833) och Pisanis triumf (1847). Hans bästa målningar från senare tid är väggbilder i Saint Sulpice, scener ur den helige Frans från Sales liv (1860). Han målade därjämte porträtt.